# هلم (نبراسکا)
هلم(به انگلیسی: Hallam) شهری در ایالت نبراسکا کشور ایالات متحده آمریکا است که جمعیت آن در سرشماری سال ۲۰۱۰ میلادی، ۲۱۳ نفر بوده‌است.